# Museu do Alto Sertão da Bahia
O Museu do Alto Sertão da Bahia (MASB) é uma unidade museológica polinucleada com sua sede localizada na cidade baiana de Caetité, mas que abrange os territórios dos municípios de Guanambi, Ibiassucê, Igaporã e Licínio de Almeida, sendo este criado pela prefeitura municipal em 2013 e mantida pela Associação dos Amigos do Museu do Alto Sertão (AMASB) e a Universidade do Estado da Bahia (UNEB).
A sede da instituição fica numa área de dois mil e quinhentos metros quadrados, tendo por centro a "Casa da Chácara", cedida ao município por seus proprietários, e também reconhecida como sítio arqueológico . Seu acervo inicial deriva da coleção de pesquisas arqueológicos realizadas nos âmbitos de empreendimentos ligados aos setores energéticos, especialmente eólicos, além de outras peças doadas por outras instituições ou empresas e moradores locais.

## Histórico
O MASB foi criado pela lei municipal n.º 761, de 15 de agosto de 2013, tendo por objetivo "preservar o patrimônio cultural do Alto Sertão, adotando esse território como campo de pesquisa e de intervenção social. Além da cidade de Caetité, também as vizinhas Guanambi e Igaporã inicialmente foram convidadas a participarem da iniciativa, além de convênio com a Universidade do Estado da Bahia e assessoria da AMASB.
O Museu conta com um amplo acervo arqueológico, tanto do território como de outros lugares do estado da Bahia, e também realiza projetos educacionais e sociais com vistas à preservação, salvaguarda e formações relacionadas ao patrimônio cultural, tanto em sua sede, quanto em escolas, os seus núcleos, como também em outros municípios que contemplam o território do Alto Sertão. Além, o MASB realiza anualmente, em consonância com a Semana Nacional de Museus, atividades como palestras, debates, dentre outras discussões vinculadas aos temas propostos pelo Instituto Brasileiro de Museus.
Para tanto, o MASB visa integrar diversos agentes, instituições e segmentos sociais, cuja participação é fundamental para que as diferentes memórias, histórias e identidades sejam contempladas nesse museu. Busca-se construir uma instituição de excelência, onde os processos educativos propiciem diferentes leituras do mundo, contribuindo para o desenvolvimento sustentável da região a partir de uma ação descentralizada".

## Núcleos do MASB
Como Museu de território, o MASB caracteriza por ser polinucleado, contando com 10 outros núcleos museológicos, além da sede, a saber:
- Colégio Municipal do Tamboril (Igaporã): Essa escola está localizada na zona rural do município de Igaporã, distante da zona urbana, recebendo alunos de diversas comunidades rurais do município. A escola atende ao ensino fundamental I e II. A primeira intervenção do projeto nessa escola se deu na atividade intitulada Museu na Escola, onde foi estimulado junto aos alunos um diálogo sobre arqueologia, patrimônio e museu. O envolvimento nessa atividade, tanto dos alunos quanto dos professores foi bastante participativo, o que demonstrou interesse no projeto. A proposta de desenvolver nessa escola um núcleo museológico se deu pela distância que a escola assume da zona urbana de Igaporã, sendo pouco atendida pelo município, e a diversidade de alunos oriundos de outras comunidades. Uma das comunidades cujas crianças e jovens frequentam a escola do Tamboril é a Comunidade Quilombola da Gurunga, que também é um núcleo museológico do MASB. A participação dos alunos e o interesse dos professores em desenvolver projetos na área da preservação da cultura local e valorização da diversidade cultural contribuíram para a escolha desse núcleo. A Secretaria de Educação de Igaporã ficará responsável por esse núcleo.

- Centro Cultural de Igaporã: O Centro de Cultura de Igaporã é um local de desenvolvimento de atividades culturais, sociais e de lazer do município, associado à Secretaria de Educação de Igaporã. Localizado no centro da zona urbana de Igaporã, ao lado da Igreja Matriz, ele assume um papel importante na vida cultural da cidade. Lá existem cursos de canto e balé, encontros de grupo de jovens e idosos, bem como uma biblioteca e laboratório de informática. O projeto do MASB chegou até o espaço a partir das oficinas com o grupo de jovens e idosos que lá desenvolvem atividades. A escolha desse espaço para ser um núcleo museológico ocorreu diante da característica de ser um local de encontros e sociabilidade, referência no município no desenvolvimento e promoção de atividades culturais. A Secretaria de Educação de Igaporã ficará responsável por esse núcleo.

- Comunidade Quilombola Gurunga (Igaporã): A comunidade quilombola Gurunga está localizada na zona rural do município de Igaporã. A comunidade foi envolvida no projeto do MASB através das pesquisas arqueológicas realizadas na região. Alguns encontros ocorreram com a comunidade para dialogar sobre as pesquisas arqueológicas e o acervo gerado, a diversidade do patrimônio local e a proposta de construção do MASB. Esses encontros permitiram através de uma ação dialógica, conhecer as histórias da comunidade, seus patrimônios e expressões culturais. A escolha dessa comunidade se deu pela identificação da necessidade de desenvolver um trabalho de valorização cultural da identidade quilombola, do registro e preservação das práticas culturais locais, proporcionando um processo de encontro e reflexão. As lideranças que mobilizam a comunidade e ficaram responsáveis são: Sr. Manoel Benevides e Roseli Souza.

- Associação de Pajeú do Josefino (Guanambi): Essa comunidade está localizada na zona rural do município de Guanambi. Os encontros aconteceram na associação dos moradores, lugar destinado para reuniões e encontros da comunidade, com o objetivo de socializar as pesquisas arqueológicas, conversando sobre a diversidade dos patrimônios, aproximando a comunidade do projeto do MASB. Nesse sentido, muitos membros da comunidade haviam acompanhado as escavações e trouxeram histórias sobre o sítio arqueológico Pajeú. Esses encontros geraram trocas interessantes, algumas pessoas trouxeram objetos que consideram importantes e que guardam com muito cuidado, por trazer alguma lembrança dos momentos de suas vidas. Tais espaços de troca de conhecimento e histórias criaram uma relação horizontal com a comunidade, abrindo espaço para continuar o diálogo sobre o projeto na comunidade. A escolha de Pajeú do Josefino foi baseada no envolvimento e participação nas rodas de conversa sobre o projeto, onde muito se conversou sobre a necessidade de desenvolver um trabalho de valorização e preservação das manifestações culturais da comunidade que estão “se perdendo”. A liderança que ficou responsável pelo núcleo foi o Sr. Areldo.

- Comunidade Curral de Varas (Guanambi): Essa comunidade está localizada na zona rural do município de Guanambi. A participação da comunidade no projeto do MASB foi iniciada através de uma roda de conversa em torno das pesquisas arqueológicas realizadas durante a implantação dos parques eólicos da Renova Energia, onde se refletiu sobre o trabalho arqueológico e a metodologia de campo, os objetos coletados durante as pesquisas, relacionando-os com os patrimônios e referências culturais da comunidade. Foram também apresentadas a construção do plano museológico do MASB e a proposta de atuação na valorização e preservação das diversidades culturais das comunidades do território. O envolvimento da comunidade durante o diálogo sobre os sítios arqueológicos foi bastante participativo, principalmente sobre o sítio arqueológico Gado Bravo. Algumas pessoas lembraram-se das histórias que seus avôs e pais contavam sobre a fazenda Gado Bravo, ressaltando os diferentes olhares que tinha sobre os moradores dessa antiga fazenda da região. Os depoimentos de cada pessoa mostraram a importância das histórias orais, que passadas de geração para geração, conformam a memória coletiva. A escolha dessa comunidade para sediar um núcleo museológico do MASB ocorreu diante do interesse da comunidade em preservar as suas histórias e expressões culturais, destacando-se a folia de reis. A liderança que ficou responsável pelo núcleo foi o Sr. Pedro.

- Instituto de Educação Anísio Teixeira (Caetité): O Instituto de Educação Anísio Teixeira está localizado na zona urbana de Caetité. Fundado em 1962, leva o nome do educador caetiteense Anísio Teixeira. É uma referência na educação de Caetité, contendo cursos técnicos e ensino médio. O primeiro contato com o IEAT foi através da professora Zélia Marques, membro do grupo de trabalho do MASB. Com a divulgação do MASB, os professores e pesquisadores do IEAT ficaram interessados em conhecer o projeto. O primeiro encontro marcado foi voltado para apresentação do projeto, dialogando sobre as pesquisas arqueológicas na região, os patrimônios gerados e a questão do destino do acervo. A participação foi bastante significativa e questionamentos surgiram sobre a metodologia da arqueologia, os procedimentos das etapas do trabalho arqueológico, os tipos de acervo gerado, bem como, a proposta do MASB e sua área de atuação e intervenção no território. Nesse encontro foi possível conhecer o trabalho que o Instituto vem desenvolvendo na preservação da memória da educação de Caetité, já que possui a documentação da primeira escola do município, chamada Escola Normal de Caetité. A escolha do IEAT para integrar o projeto como núcleo museológico ocorreu diante da importância do IEAT enquanto instituição educacional e os trabalhos que desenvolvem na área de preservação da memória da educação.

- Movimento de Mulheres (Caetité): O Movimento de Mulheres Camponesas tem sua sede no município de Caetité, porém sua atuação está disseminada por mais de 20 municípios da região. Esse movimento social é reconhecido por sua atuação no campo da luta contra a discriminação dos trabalhadores e trabalhadoras rurais, na preservação da cultura local, na conquista da soberania alimentar e fixação dos homens e mulheres no campo. A escolha de desenvolver o núcleo museológico na sede do movimento de mulheres camponesas se deu por vários motivos. O primeiro diz respeito à participação e o envolvimento das pessoas do movimento nas rodas de conversa, ampliando e contribuindo com as discussões, trazendo suas histórias e memórias. O segundo diz respeito à importância histórica da atuação que o movimento desenvolve no território, articulando e mobilizando diversas comunidades rurais na luta contra a falta de políticas públicas no campo e seu papel na organização e empoderamento das comunidades na proposição de projetos, campanhas e frentes de luta. O terceiro motivo tem relação com a proposta de atuação do Museu do Alto Sertão da Bahia. O movimento de mulheres camponesas, enquanto movimento social mobiliza diversas comunidades no Alto Sertão, desenvolvendo um trabalho de fortalecimento das identidades e práticas culturais locais. O MASB tem um objetivo correspondente, o de desenvolver um trabalho de preservação da diversidade cultural do Alto Sertão, atuando de forma que envolva diferentes grupos sociais do território.

- Comunidade quilombola Pau-Ferro (Caetité): Essa comunidade está localizada na zona rural do município de Caetité. Obteve no ano de 2010 o reconhecimento de comunidade quilombola pela Fundação Cultural Palmares, aspecto que já vinha reivindicando através do movimento de mulheres camponesas. Com o desenvolvimento do plano museológico e a intenção de inserir as comunidades rurais nesse processo, tornando-o mais plural e representativo, foi proposto ao grupo de lideranças quilombolas, a escolha de duas comunidades para ações presenciais nas próprias comunidades. Pau Ferro do Juazeiro foi uma das comunidades indicadas pelas lideranças. A escolha dessa comunidade como núcleo museológico do MASB se concretizou pelo fato da intensa mobilização e participação da comunidade nos encontros e o interesse em participar do projeto do MASB. Um exemplo desse envolvimento foi no primeiro encontro que ocorreu na comunidade, onde ao receber a equipe do projeto, os moradores apresentaram uma exposição com objetos que fazem parte de suas histórias, com apresentações de músicas e intensas trocas. As lideranças que mobilizam a comunidade e ficaram responsáveis são: Sr. José Rodrigues Sobrinho (Seu Zé), presidente da associação e, a Dona Maria Cândida das Neves.

- Sítio Arqueológico Moita dos Porcos (Caetité): Localizado na propriedade rural pertencente à família do Sr. João Custódio, esse sítio já havia sido submetido a estudos por duas equipes de Arqueologia. A primeira delas do Museu de Arqueologia e Etnologia (MAE/UFBA), coordenada pelo Prof. Dr. Carlos Echevarne, que reconheceu a importância do sítio e deu-lhe o nome de Moita dos Porcos. Posteriormente, em 2008, o sítio foi alvo de outro projeto de pesquisa, coordenado pela Profa. Dra. Maria Beltrão (Museu Nacional/UFRJ), que cadastrou o sítio com um novo nome: Toca do Tapuio. O sítio foi novamente abordado nas pesquisas relacionados aos empreendimentos de energia eólica. Consiste em um abrigo sob-rocha cujas paredes apresentam gravuras rupestres em seu interior. Durante as pesquisas arqueológicas foi identificado que esse local recebia visitas da própria comunidade, apontando possibilidades para o desenvolvimento do turismo comunitário. Associado a esse fato, o sítio arqueológico também propicia a reflexão acerca da ocupação indígena no território, sua dinâmica e mobilidade, incursionando sobre a presença de grupos indígenas na região. Essas duas questões orientaram a proposta de musealização do sítio, tornando-o um núcleo do MASB. Alguns encontros ocorreram com a família de Seu João para elaborar essa proposta (ver Volume V). O trabalho desenvolvido enfatizou que o uso turístico do local não venha comprometer a dinâmica e o modo de vida da família, auxiliando ainda na economia familiar. A ideia é fazer o agendamento da visita via Secretaria de Educação de Caetité, conforme os dias estipulados pela família. Algumas intervenções deverão ser feitas para melhorar a segurança e acessibilidade ao sítio, as quais serão encaminhadas durante a implantação do núcleo.

- Escola Emiliana Nogueira Pita (Caldeiras, Caetité): A escola Emiliana Nogueira Pita está localizada no distrito mais distante da sede de Caetité, chamado Caldeiras. A escola atende ao ensino fundamental I, II e EJA. Através do contato com a Secretaria de Educação de Caetité, quando solicitamos a indicação de algumas escolas para participar do projeto, a escola Emiliana Pita Nogueira passou a ser inserida nas atividades do MASB. A justificativa da escolha dessa escola está vinculada tanto a sua inserção em um distrito cuja história nos remete aos primórdios do município de Caetité, quanto à distância que está da sede, sendo pouco atendida por projetos culturais. A primeira intervenção do projeto nessa escola se deu na mobilização dos professores para receber a atividade intitulada Museu na Escola. O objetivo foi apresentar a proposta da atividade e solicitar a preparação dos alunos para o dia da oficina. O envolvimento dos alunos, durante as atividades, no diálogo sobre arqueologia, patrimônio e museu foi bastante significativo, o que demonstrou interesse no projeto. A Secretaria de Educação de Caetité ficará responsável por esse núcleo.